# Yván Quispe Apaza
Yván Quispe Apaza (Juliaca, 21 de abril de 1984) es un ingeniero económico y político peruano. Fue ministro de la Producción durante el gobierno de Pedro Castillo y congresista de la república por Puno durante el breve periodo 2020-2021.

## Biografía
Nació en distrito de Juliaca, ubicado en la provincia de San Román del departamento de Puno, el 21 de abril de 1984.
Estudio en el Colegio Politécnico Regional "Los Andes", también estudió Ingeniería Económica en la Universidad Nacional del Altiplano de Puno (UNA), donde obtuvo una maestría en economía; y derecho en la Universidad Nacional José Carlos Mariátegui.
También laboró en distintos cargos en las municipalidades distritales de Atuncolla, Samán y en la Municipalidad Provincial de San Antonio de Putina.

## Carrera política
Fue miembro del Frente Amplio desde el año 2014 hasta el año 2021, siendo coordinador provincial y regional en Puno.
Postuló a la alcaldía de la provincia de San Román en 2014 y en 2018, ambas ocasiones sin éxito.

### Congresista de la República
Resultó elegido como congresista de la república por Puno en las elecciones parlamentarias extraordinarias del año 2020 con 33,174 votos y fue juramentado para completar el disuelto periodo parlamentario 2016-2021.
Dentro de su gestión parlamentaria fue elegido como vocero titular de la bancada del Frente Amplio. Fue también presidente de la Comisión de Levantamiento de Inmunidad Parlamentario.

### Ministro de la Producción
El 29 de julio del 2021, Yván Quispe fue nombrado y juramentado por el presidente Pedro Castillo como ministro de la Producción en su primer gabinete ministerial encabezado por Guido Bellido.
Dentro de su trayectoria participó en la ceremonia por el Día del Bodeguero, organizada por la Asociación de Bodegueros del Perú (APB), así como en la celebración por el Día de la Cocina y la Gastronomía Peruana. También nombró como asesor al economista Farid Matuk.
Permaneció en el cargo hasta el 6 de octubre del mismo año, siendo reemplazado por el ingeniero Rogger Incio.
Posteriormente en del fue designado como secretario general del Ministerio de Desarrollo Agrario y Riego del Perú en reemplazo de Ana Isabel Domínguez del Águila.